# 萧华清
萧华清（1894年—1969年），男，四川彭县人，中国政治人物，曾任中国民主同盟四川省委员会副主任委员，第三届全国政协委员，第三届全国人大代表。